# FC Serp i Molot Moscú
El Serp i Molot (del ruso: «Серп и Молот») es un club de fútbol de la ciudad de Moscú, Rusia. El club fue fundado en 1923 como Astakhovskiy Klub Sporta (AKS) y disputa sus partidos como local en el Estadio Metallurg, un pequeño recinto con capacidad para 500 personas, aproximadamente. Actualmente juega en el Campeonato de Moscú, perteneciente a la Tretiy divizión, la cuarta división del fútbol ruso.
El equipo ha cambiado en varias ocasiones su denominación y adoptó su nombre actual (en español: «Hoz y martillo») en 1931. El Serp i Molot fue uno de los equipos más potentes del fútbol soviético de antes de la Segunda Guerra Mundial y logró el tercer puesto en la Soviet Top Liga en 1938. Nombres históricos como Grigory Fedotov, Boris Arkadyev o Konstantin Beskov pasaron por el club. En 1969 el club fue disuelto, pero ha sido revivido en 2009 bajo el mismo nombre.

## Nombres del club
- 1923—1924 — Astakhovskiy Klub Sporta (AKS)
- 1925—1930 — RkimA
- 1936 — Serp i Molot («Hoz y martillo»)
- 1937—1962 — Metallurg
- 1963-1969 — Serp i Molot
- 2000 — Serp i Molot-SNS
- 2001 — Serp i Molot Tusom
- 2005 — FC Maccabi Moscú se formó sobre el Serp i Molot
- 2009 — FC Serp i Molot

## Historia
El club fue fundado en 1923 como Astakhovskiy Klub Sporta (AKS). Entre las temporadas 1926-1930 el futbolista y posterior entrenador Boris Arkadyev fue miembro del equipo. Otros jugadores notables que pasaron por sus filas fueron Grigory Fedotov (1934–1937), Valentin Granatkin (en 1933-1934), Fyodor Selin (en 1936-1937), Konstantin Beskov (en 1939-1940) y Boris Razinsky (1964). 
Su mayor éxito fue el tercer puesto logrado en el campeonato soviético de 1938, ya como Metallurg Moscú, en el que finalizó a dos puntos del campeón, el Spartak Moscú. En total disputó cuatro temporadas de la primera división soviética desde 1937 hasta 1940. En 1969 el club fue disuelto.
El equipo reapareció en 2000 el club nuevamente como Serp i Molot, pero la temporada siguiente cesó su actividad. En 2009 fue reactivado y desde entonces juega en la liga de aficionados, en el Campeonato de Moscú. Su logro más alto fue el séptimo lugar en el año 2000 en ese torneo.

## Palmarés

### Unión Soviética
- Primera División Soviética
  -  Tercer puesto: (1) 1938

- Primera Liga Soviética
  -  Campeón: (1) 1936